# Comuna Kiili
Kiili (anterior Veneküla, în germană Russendorf) este o comună (vald) din Comitatul Harju, Estonia.
Reședința comunei este târgușorul (alevik) Kiili. În afară de reședință, comuna mai cuprinde un număr de 15 sate. Localitatea a fost locuită de germanii baltici.

## Localități

### Târgușoare
- Kiili

### Sate
- Arusta
- Kangru
- Kurevere
- Luige
- Lähtse
- Metsanurga
- Mõisaküla
- Nabala
- Paekna
- Piissoo
- Sausti
- Sookaera
- Sõgula
- Sõmeru
- Vaela